# Hot Pants (album)
Hot Pants è il trentasettesimo album in studio del cantante statunitense James Brown, pubblicato nel 1971.

## Tracce
1. Blues & Pants – 9:39
2. I Can't Stand It – 4:37
3. Escape-ism, Pt. 1 – 3:18
4. Escape-ism, Pt. 2 – 4:10
5. Hot Pants (She Got to Use What She Got to Get What She Wants) – 8:42
6. Escape-ism (complete take) (Bonus track ristampa CD 1992[1]) – 19:09